# Route nationale 32 (Vietnam)
Pour les articles homonymes, voir Route nationale 32.
La route nationale 32 (vietnamien : Quốc lộ 32) anciennement 11A est une route nationale au Viêt Nam.

## Parcours
La route 32 traverse quatre provinces et villes: Hanoï, Phú Thọ, Yên Bái et Lai Châu.
La route 32 traverse les localités suivantes : Cầu Giấy - Nam Từ Liêm - Bắc Từ Liêm - Hoài Đức - Đan Phượng - Phúc Thọ - Thạch Thất - Sơn Tây - Ba Vì - Tam Nông - Thanh Sơn - Tân Sơn - Văn Chấn - Nghĩa Lộ - Mù Cang Chải - Than Uyên - Tân Uyên -  Tam Đường.

## Galerie

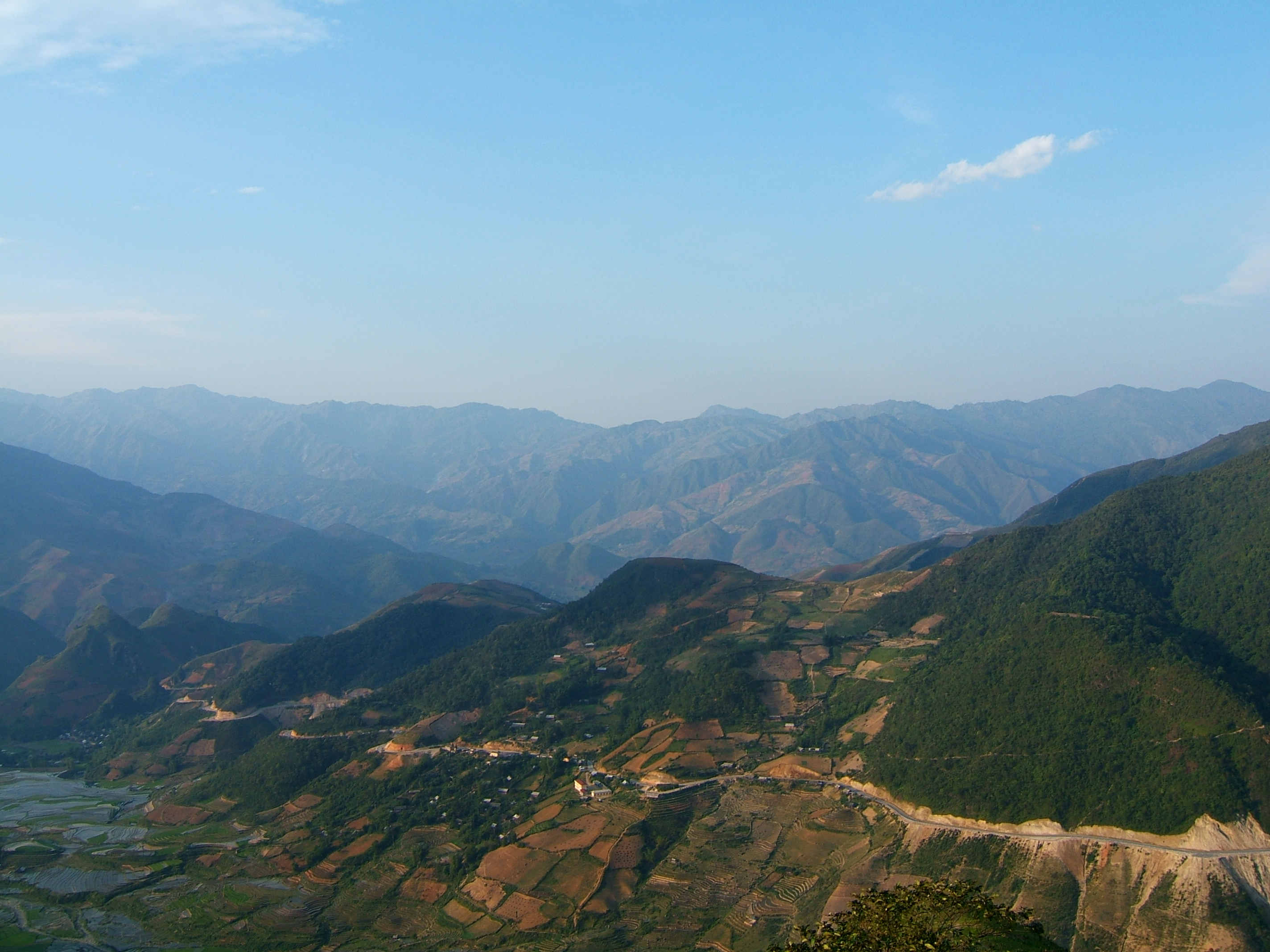
Passage de Khau Pha sur la route nationale 32, section traversant le territoire de Mu Cang Chai.